# 李渤海
李渤海（1900年—1961年8月7日）原名李伯海，也称李渤海，后以笔名黎天才为常用名。定居上海後曾化名王文德。山东省蓬莱县人。中国共产党北方早期领导人，後投靠奉系，西安事变中的关键人物之一。

## 生平
1919年参加五四运动，熟识天津的韩麟符、刘清扬，北京的李大钊、罗章龙等人，和韩麟符交情逐渐深厚，一起组织“澄社”（取“慨然有澄清天下之志”的意思）。曾见胡适并献上讨论尸子哲学的文章，获特许于1920年进北京大学文科学习。罗章龙在回忆录《椿园载记》内列明“北京大学马克思学说研究会发起人及部分会员名录”，其中含李渤海。1923年二七大罢工之后，北京举办元宵节大游行声援，韩麟符任游行总指挥，李渤海任副总指挥。1923年3月经高君宇、何孟雄介绍加入中国社会主义青年团，同年转为中国共产党党员。入党后，历任党、团、工会职务，曾到开封接洽当地驻军，曾经返山东襄理党务，还曾赴铁路系统巡视工人运动。
1923年3月，李大钊派韩麟符、赵世炎、邓中夏、李渤海等到北京蒙藏学校向蒙古族学生宣传马克思主义。经李渤海等人介绍，云泽（乌兰夫）、奎璧、多松年、李裕智等先后加入中国社会主义青年团和中国共产党。
1926年秋，李渤海调回北京，负责中共北京市委的宣传工作，并兼任国民运动委员会书记。当时，李大钊已避居苏联驻华使馆，李渤海负责使馆内中共组织及李大钊同外界的联络工作，遂代理李大钊兼任的中国国民党中央政治会议北京分会主席。期间曾有被奉系军阀控制的京师警察厅捕获，李全盘招出苏俄军营内部情况，结果获得秘密释放。
李大钊等人被杀后，1927年5月继任中共北京市委书记。1927年夏秋后，“左”的方针给中共北方党组织带来损失。在李大钊被杀后，中共北方党组织刚以王仲一、韩麟符、黎天才等形成新的“三块石头”，便接连遭排挤（“三块石头”原为史文彬的比喻，指中共早期北方党组织领导李大钊、罗章龙、张国焘像三块石头支撑起大锅）。1927年9月，中共北京市委改组，由工人出身的王尽臣任市委书记，李渤海任市委委员兼秘书处负责人。关于这次改组，当时也在北京从事地下工作的老党员吴成方回忆：

1927年4月，李大钊等人牺牲以后，北京市委改组。这时候有一种倾向，党组织最好是有一个工人出身的党员领头。北京市委找到了京绥铁路南口机务段工人王尽臣担任北京市委书记。王尽臣文化程度低，不习惯同知识分子党员干部过政治生活，开会时坐在那里显得困倦。市委实际上由北京大学学生出身的山东人李渤海负责。市委委员有王敬臣，他原来就在市委，负责职工运动委员会。

1927年10月，中共北京市委组织遭到奉系当局大破坏，李渤海在东四九道湾76号市委机关被捕。史建霞撰写的《中共北京党史人物传·李渤海》，描述了他被捕后的相关情况：

李渤海被捕后，化名李兰圃，未承认自己的真实姓名和职务。后来经过敌人三天三夜的严刑拷打，加上王敬臣（不是市委书记王尽臣，王尽臣也在这次大破坏中被捕并遭到枪杀）等人的指认，正当敌人欲用人粪灌他时，在生死关头李渤海屈服求生，在纸上写出了“我的真实姓名是李渤海，李兰圃是我的化名”。而后敌人步步紧逼，李渤海彻底叛变了，说出了自己住的地方，指认照片上的党内同志，向敌人写了“自白书”、“悔过书”，……以后，李渤海得到了特赦。从此他改名黎天才，被敌人重用，开始为敌人效劳。

“外面的同志关系不肯搭救他，胡鄂公与杨度等还弃他南下”。李渤海写北京国民运动的报告一篇，该报告后被北京政府编进李大钊案的《苏联阴谋文证汇编》，故被张作霖、杨宇霆视为人才，改名黎天才留用为北平公安局政训部秘书兼宣传科长，自此他投靠奉系。
张学良继位后，黎天才渐受重用，成为心腹。黎天才自从任张学良私人秘书起，大约三年内，通过为张学良出谋划策，获得了张学良的信任。起初他提交“易帜后的东北党务计划”，获张学良赞赏。1931年九一八事变后，帮张学良在东北日本占领区迅速建起情报网，搜集日伪情报，并在中国各地设情报站。黎天才还利用他的特殊身份，先后掩护和营救过不少党内同志。1931年1月，在上海发生中共“非常委员会”（以下简称“非委”）事件，“非委”主要领导为罗章龙。随即成立的“北方非委”成了“非委”下辖组织中的最大者，北方大多数基层中共党支部投向“非委”，黎天才过去熟识的中共党员也多成为“北方非委”成员。当时，中共六届四中全会成立的中共中央在一份致共产国际的报告里提到中共顺直省委时说其中机会主义深重，反对派领导人聚集於天津。“非委”成立後不久便连受打击：1931年1月中旬上海發生“东方饭店事件”，何孟雄等大批“非委”成员被政府杀害於龙华；1931年2月，“北方非委”遭严重破坏，黎天才的旧相识韩麟符、王仲一、吴雨铭、李希逸等都被捕入狱。张学良将北方中共案件交给黎天才设专门机构审理。自1931年起，北方尤其是平津地区被逮捕的数百中共党员，绝大多数均获释，黎天才在其中起了重要作用。1933年春，张学良下野出国，行前命黎天才经办释放了一批北平监狱内政治犯，其中李希逸、韩麟符等均为“北方非委”干部。几年之间，经黎天才帮助，部分“非委”幸存骨干转入东北军，创建秘密支部。
黎天才与山西阎锡山，国民党复兴社等各方均有联系。黎天才在北平的最后一年即1933年，正值张学良下野出国，黎天才继续负责东北情报网及中国各地情报工作，未倒向南京国民政府方面。
1934年，张学良回国，黎天才到码头迎接。张学良出任豫鄂皖三省剿总副总司令后，首先将黎天才召至武汉，组建张学良的机要处。在一年半时间内，他帮张学良处理多起内部事务，并先后举荐前中共党员潘文郁、吴雨铭为张学良辅导共产主义理论。这时潘文郁虽早已是叛徒，但中共北方特科仍利用他，由中共北方特科的吴成方、周怡负责和潘文郁联络。吴成方与中共北方特科设计用潘文郁“拉出”黎天才，让黎天才再为中共服务。张学良发动“西安事变”，有黎天才很大一份功劳。1984年吴成方回忆道：“我们在政治上影响张学良还是由黎天才出面”。1935年初，南京方面得知潘文郁与中共的联系，逼张学良处死了潘文郁。同时黎天才也遭南京方面猜疑，但获张学良保护，黎天才只承认用人不当。从此黎天才同中共北方特科的间接联系中断。
1935年随张学良到西安後，黎天才任西北剿总政训处副处长。当时，北方仅存的“非委”组织——东北军“非委”支部中的前中共党员黎天才、吴雨铭、李希逸等人，依然接受罗章龙领导。罗章龙当时在开封的河南大学任教。黎天才回忆称，他们几人“处处照顾到我党当时的政策”，帮助张学良学习马列主义理论、国际及中国工人运动史，并鼓励张学良在西北造成独立局面，还在西安事变前数月制定出行动方案（含近期兵变计划及远期西北独立政府计划）。1936年7月，黎天才以和孙铭九等东北军将领有矛盾为借口，乘张学良赴南京开会之机，携夫人孙菩缘赴青岛，到汇泉山东大学（罗章龙当时寓居该校）访问罗章龙。此行是东北军“非委”支部核心成员黎天才、吴雨铭、李希逸三人商议的结果。黎天才和罗章龙讨论了策动张学良为革命出力的方法。黎天才在回忆录中称，张学良“并对我表示要请几位研究马列主义的学者来西安，以讲学为名，实际请他们来参加我们的政治工作，记得当时曾推荐了罗章龙等人”。按张学良授意，他还秘密制定“独立政党活动”方案，“什么党纲政策以及战时政府组织”均由他写出方案，他也和吴雨铭、李希逸集体商议，由吴雨铭、李希逸往返西安和开封，找开封的罗章龙密议。
1936年夏秋，西安发生“艳晚事件”，张学良担心中国国民党陕西省党部抓人是蒋介石指使，决定率先下手。半夜黎天才忽接张学良电话召见，黎天才赶到时，院内满载士兵的卡车已发动，大厅里谭海、应德田、孙铭九等已受命准备出发，张学良说要杀几个省党部特务。黎天才反对张学良因“一朝之忿”而行动，成功劝服张学良收回手令。在黎天才建议下，张学良派人搜查省党部时避免了直接杀人，救出当晚被捕的马绍周等人，抄得秘密文件（其中包括CC系密报南京的内容），抓捕了省党部特务，全案交军法处处理。
1936年12月11日下午，在临潼的蒋介石要求召见黎天才。经同张学良商量，傍晚黎天才抵达临潼。蒋介石向黎天才追问张学良的居心，抱怨西安不管制宣传（黎天才为西安宣传管制负责人），还追问被通缉的高崇民的下落。按张学良、杨虎城的约定，东北军正是由黎天才秘密与高崇民联系，但黎天才对蒋介石全答“不知道”，更激怒了蒋介石。黎天才看了蒋介石掌握的黑名单，否认他们是中共党员。二人谈话一个半小时以上。黎天才晚8点多离开临潼。
1936年12月11日晚，黎天才离开临潼回到家，很快便接到张学良电话，10点多赶到张公馆。张学良告知其发动西安事变的决心，授权黎天才负责宣传工作，并决定在12月12日凌晨3点多发出致中国各地方当局通电、致中国国民党中央委员会电文、致南京国民政府电文。黎天才仅用一两个小时便完成了通电草稿。随张学良等人到新城大楼后，黎天才会同高崇民等研究行动纲领，仍由黎天才执笔，完成张杨通电，提出救国八项主张。这是西安事变公开的政治纲领，事变当天向全国发出。
1936年12月12日西安事变爆发后的十多天内，黎天才（李渤海）任设计委员会委员，再兼宣传委员会常务委员（即召集人）（三天以后为了避开陕北来的中共高层人士而自请调任）。在临潼开展抓捕行动时，东北军缴获蒋介石6箱公私文件，张学良命现场指挥刘多荃师长以卡车送到黎天才私寓，交黎天才审查。12月25日下午，张学良陪蒋介石上飞机时，设计委员会正由高崇民主持讨论如何放蒋，设计委员会主要成员杜斌丞、申伯纯、王菊人、卢广绩等十多人与会，黎天才未到。当时黎天才经张学良授意正同周恩来、秦邦宪谈话，未透露张学良即将起飞的消息。周恩来赞许黎天才起草的“八项通电”，并谈及过去中共在北方地区的失误等等。张学良送蒋后被扣留，西安众将推黎天才赴南京探视。
李金洲回忆道：“张副司令离西安时，曾命随员人等，搭民航机随后赴京”。张学良抵南京后次日即12月27日，给杨虎城、黎天才发来一封电报，包括三条电文，其中第二条专致黎天才：“天才兄可勿离陕，切实统制幼稚言论。”12月29日，黎天才在代表西北三方赴南京探视张学良前夕电告张学良，收到张学良回电，暗示南京情况险恶，反对黎天才前来。因所用电码是张学良离开西安时的新编密码，故黎天才认为张学良尚未完全失去自由。
1936年12月30日，欧亚公司第一次复航，以北平军分会办公厅主任鲍文樾为首，黎天才、杨焕彩（西北总部驻京办事处长）、李金洲共四人，同机飞往南京。黎天才是作为西北三方代表赴南京探视张学良，到南京後被戴笠等人软禁。
1937年抗日战争全面爆发後保外就医，自由渐渐恢复。此后化名“王文德”定居上海，远离政治，也没有正式职业。
抗日战争胜利后，起初任某造纸企业顾问，后来经营小店。1948年，应交通警察部队司令周伟龙邀请，兼任上海交警局顾问。1948年秋，李渤海参加田云樵在上海领导开展的地下工作，为上海的解放也作出了一定贡献。1949年中国人民解放军攻占上海前夕，陪中共地下党人员会见其老相识、原上海市政府秘书长茅以升，交代水、电、交通保障及档案保存等事宜。中国人民解放军攻占上海后，留居上海，“工作关系由市公安局转交华东联络局”，此后数年间担任某公司董事长，继而任经理，并获特邀为静安区人民代表，还担任静安区抗美援朝支会副主席。
1955年5月，上海市人民检察院以“叛徒、反革命”罪名批捕黎天才，但实际是受潘汉年、扬帆案株连，重点审问同汪伪方面人士的关系，1958年被判处无期徒刑，1961年8月7日在狱中死亡。1981年，上海市中级人民法院撤销原判决，改按起义投诚人员对待。